# Heraclia zenceri
Heraclia zenceri là một loài bướm đêm trong họ Noctuidae.